# Đại chiến Titan (phim)
Đại chiến Titan (進撃の巨人 Shingeki no Kyojin, Attack on Titan) là một bộ phim hành động kinh dị giả tưởng của Nhật ra mắt năm 2015. Đây là phiên bản chiếu rạp "live-action"  (phim người đóng) từ bộ manga cùng tên ăn khách của tác giả Hajime Isayama. Bộ phim được chia thành hai phần, phần đầu tiên được phát hành tại Nhật Bản vào ngày 01 tháng 08 năm 2015 và phần thứ hai có tiêu đề Đại chiến Titan: Tận thế (進撃の巨人 エンド オブ ザ ワールド Shingeki no Kyojin: Endo obu za Wārudo, Attack on Titan: End of the World) được ra mắt tiếp theo đó vào ngày 19 tháng 09 năm 2015. Bộ phim do Shinji Higuchi đạo diễn, kịch bản viết bởi Yūsuke Watanabe và Tomohiro Machiyama cùng với sự tham gia diễn xuất của Haruma Miura, Kiko Mizuhara và Kanata Hongō. Bộ phim cũng được công chiếu ở các rạp tại Việt Nam, phần 1 vào tháng 09 năm 2015 và phần 2 khởi chiếu từ ngày 16 tháng 10 năm 2015.

## Sơ lược nội dung
Câu chuyện lấy bối cảnh một trăm năm trước, các Titan (người khổng lồ) đột nhiên xuất hiện xóa sổ hầu hết nhân loại. Nhằm ngăn chặn chúng, nhân loại đã dựng lên những bức tường thành cao ngất và sống bình yên thêm 100 năm nữa.
Thời điểm phim diễn ra vào 1 ngày sau 100 năm kể từ thảm họa Titan xảy ra, nhân loại đang sống yên ổn bên trong những bức tường. Cậu thiếu niên Armin Arlert ở quận Monzen chạy đi tìm cậu bạn Eren Jaeger lại vừa bị đuổi việc. Đi cùng cậu là em gái nuôi của Eren, Mikasa Ackerman. Họ tìm thấy Eren ở một cánh đồng hoang khi cậu ta đang đứng trên đỉnh 1 quả bom lép. Eren bày tỏ mong muốn rời khỏi bức tường để ngắm thế giới bên ngoài, đặc biệt sau khi họ nhận ra rằng đại dương có tồn tại. Cả ba cố gắng rời khỏi bức tường nhưng bị lính hộ thành Garrison bắt lại vì nghi ngờ họ muốn đào tẩu, tuy nhiên Souda, đội trưởng của Garrison đã ra lệnh thả họ. Souda giải thích cho họ quân đội đang tập hợp một trung đoàn trinh sát nhằm vượt qua các Bức tường và cố gắng ép Eren tham gia. Đột nhiên, một Titan ngoại cỡ bất ngờ xuất hiện tấn công Bức tường, làm hổng 1 lỗ lớn thành lối cho những Titan khác xâm nhập vào bên trong. Armin, Eren và Mikasa chạy trốn mỗi người một ngả. Một lần nữa nhân loại lại phải đối mặt với nguy cơ diệt vong...

## Diễn viên
- Haruma Miura vai Eren Jaeger[9]
- Kiko Mizuhara vai Mikasa Ackerman[9]
- Kanata Hongō vai Armin Arlert[9]
- Hiroki Hasegawa vai Shikishima[9]
- Takahiro Miura vai Jean Kirstein[9]
- Nanami Sakuraba vai Sasha Blouse[9]
- Satoru Matsuo vai Sannagi[9]
- Shu Watanabe vai Fukushi[10]
- Ayame Misaki vai Hiana[10]
- Rina Takeda vai Lil[10]
- Satomi Ishihara vai Hans[9]
- Pierre Taki vai Souda[9]
- Jun Kunimura vai Kubal[9]

Một số nhân vật xuất hiện trong manga và anime gốc đã bị lược bỏ do bối cảnh phim được thay đổi từ Đức sang Nhật Bản.

## Quá trình sản xuất
Bộ phim đã được công bố sản xuất từ tháng 10 năm 2011, dự kiến phát hành năm 2013 và vào tháng 12 năm 2011 tiết lộ rằng đây sẽ là phim dạng live action dưới sự chỉ đạo của Tetsuya Nakashima. Tuy nhiên, tháng 12 năm 2012, Nakashima đã rời bỏ vị trí đạo diễn bởi những bất đồng ý tưởng. Tháng 12 năm 2013, Shinji Higuchi đảm nhận vai trò đạo diễn mới và Yuusuke Watanabe làm biên kịch. Phần quay phim chính bắt đầu năm 2014 và dự kiến phát hành năm 2015. Một đoạn quảng cáo xe hơi có xuất hiện các Titan do Higuchi đạo diễn cũng được công bố và phát sóng trên kênh Nippon TV vào tháng 1 năm 2014, đồng thời đạt hơn 5 triệu lượt xem trên YouTube chỉ trong bốn ngày. Diễn viên Haruma Miura đã tiết lộ một phần về dàn diễn viên cho phim vào tháng 04 và tháng 07, anh thông báo rằng sẽ có tới 2 tập phim. Những hình ảnh đầu tiên của các diễn viên khi hóa thân vào nhân vật được tiết lộ vào tháng 11 năm 2014.
Tác giả kịch bản phim – Tomohiro Machiyama bật mí rằng phiên bản điện ảnh này của Attack on Titan sẽ có nhiều đổi khác so với nguyên tác truyện tranh. Theo ông, nhân vật chính Eren cần phải gần gũi hơn nên đã "đời thực hóa" nhân vật này trên phim thay vì "anh hùng hóa" như theo bản manga.
Một teaser trailer (đoạn phim quảng cáo nhằm thu hút khán giả) được công bố vào tháng 3 và đoạn trailer nữa được phát hành vào tháng 04 năm 2015. Một trailer khác phát hành vào tháng 06, trong đó tiết lộ rằng bộ phim sẽ có một phiên bản IMAX tại thị trường Nhật Bản và quốc tế.
Các bài hát chủ đề của bộ phim là "Anti-Hero" và "SOS", cả hai đều do nhóm nhạc Sekai no Owari thể hiện.

## Phát hành
Phần phim đầu tiên được phát hành tại Nhật Bản vào ngày 01 tháng 8, năm 2015. Nó cũng được Madman Entertainment phát hành tại Úc và New Zealand vào ngày 27 tháng 8 năm 2015. Funimation Entertainment đã được cấp phép quyền công chiếu cả hai phần phim tại các khu vực Bắc, Trung và Nam Mỹ đồng thời tổ chức buổi chiếu ra mắt toàn cầu cho phần phim đầu tiên vào ngày 14 tháng 7 tại Nhà hát Ai Cập (Egyptian Theatre) ở Los Angeles, California. Đạo diễn Shinji Higuchi cùng các ngôi sao Haruma Miura và Kiko Mizuhara tham dự buổi ra mắt phim trên thảm đỏ. Funimation đã công bố ngày chiếu cho bộ phim tại Mỹ và Canada. Cả hai phần, bao gồm Đại chiến Titan: bản điện ảnh Phần 1 và Phần 2 sẽ được trình chiếu cách nhau một tháng. Phần I khởi chiếu theo lịch trình bắt đầu từ ngày 30 tháng 9 năm 2015 và Phần II ra mắt vào ba tuần sau đó, ngày 20 tháng 10 năm 2015.
Phần 2 bộ phim tựa đề Attack on Titan: End of the World (Đại chiến Titan: Tận thế) dự kiến được phát hành tại Nhật vào ngày 19 tháng 9 năm 2015 và từ ngày 01 đến ngày 07 tháng 10 tại Úc và New Zealand. Tại Việt Nam, người hâm mộ cũng được thưởng thức phần đầu Attack on Titan, bản điện ảnh chuyển thể từ bộ manga Nhật Bản nổi tiếng, tại rạp chiếu phim như các cụm rạp Lotte Cinema, Galaxy Cinema từ 04 tháng 09 năm 2015.. Phần 2 được công chiếu xuyên tuần lễ Halloween từ ngày 16 tháng 10 năm 2015 tại một số rạp chiếu như CVG, Platinum.

## Đón nhận
Bộ phim đã nhận những lời chỉ trích dữ dội từ phía người hâm mộ series manga anime Attack on Titan gốc do việc tự do thay đổi so với nguyên tác. Tạp chí Kotaku còn nhận xét "Bản điện ảnh Đại chiến Titan đầu tiên thật bốc mùi". Họa sĩ tạp chí SFX Yoshihiro Nishimura và đạo diễn Shinji Higuchi đã đáp lại một số lời chỉ trích. Nishimura trả lời bóng gió về những lời bình chỉ trích các kỹ xảo của phim không tuân theo tiêu chuẩn hiệu ứng của Hollywood như sau: "Tôi xin lỗi, nhưng quyết định xem phim dựa vào ngân sách và so sánh mọi thứ với Hollywood, giống kiểu người ta cảm thấy an tâm khi đi siêu thị mà mua Okame natto (1 hãng đậu tương lên men có tiếng tại Nhật)". Trong khi đó Higuchi đã đáp trả một bình luận chỉ trích về các nhân vật trong phim: " Kẻ ngốc nào đã để anh chàng này tiết lộ trước bộ phim?! 
Tuy nhiên một số đánh giá tích cực đã khen ngợi bộ phim thuộc dạng kinh dị/giả tưởng độc đáo. Tờ South China Morning Post (Hoa Nam Tảo báo) khẳng định bộ phim là: "Một trong những bộ phim giả tưởng độc đáo nhất trong thời gian gần đây, chuyển thể từ loạt truyện tranh Nhật mang đa thể loại xúc cảm."  Anime News Network cũng ca ngợi bộ phim."Mỹ quan đẹp và mê ly không giống bất kỳ phim kinh dị nào khác, tiết tấu phim nhanh, hấp dẫn từ đầu đến cuối, kịch bản sắc sảo cùng những phân cảnh u ám nặng nề, phim hoàn toàn là 1 tác phẩm nghệ thuật riêng tách biệt hẳn với nguyên tác."
Bộ phim đạt vị trí phim ăn khách số một tại Nhật ngay cuối tuần đầu tiên công chiếu, với 5,1 triệu $ US.
Đại chiến Titan Phần 1 phải nhận những lời chỉ trích từ người xem tại các rạp chiếu ở San Francisco, Ohio và Wisconsin do một dòng phụ đề ("I've been waiting for this day!", tạm dịch: "Tôi đã chờ đợi ngày này mãi!") chạy cứng trong suốt 10 phút đầu phim và tiếp tục dừng đứng ở câu này gần như hết bộ phim, do phụ đề phim đã bị chèn thêm vào. Tuy nhiên, khán giả tại những địa điểm khác đã phản ánh lại rằng phụ đề vẫn hoạt động bình thường ở các tiểu bang khác.